# Jois
Jois è un comune austriaco di 1 564 abitanti nel distretto di Neusiedl am See, in Burgenland; ha lo status di comune mercato (Marktgemeinde).